# Mario Migliardi
Mario Migliardi (n. 31 mai 1919, Alessandria, Piemont, Italia – d. 8 august 2000, Roma, Italia) a fost un compozitor și pianist italian.